# Jean Domat
Jean Domat, o Daumat (Clermont-Ferrand, 30 novembre 1625 – Parigi, 14 marzo 1696), è stato uno scrittore e giureconsulto francese.
Assieme a Dadin de Hauteserre, Antoine Favre e ai fratelli Godefroy, Domat fu uno dei pochi studiosi francesi tardi di legge romana di importanza internazionale.

## Biografia

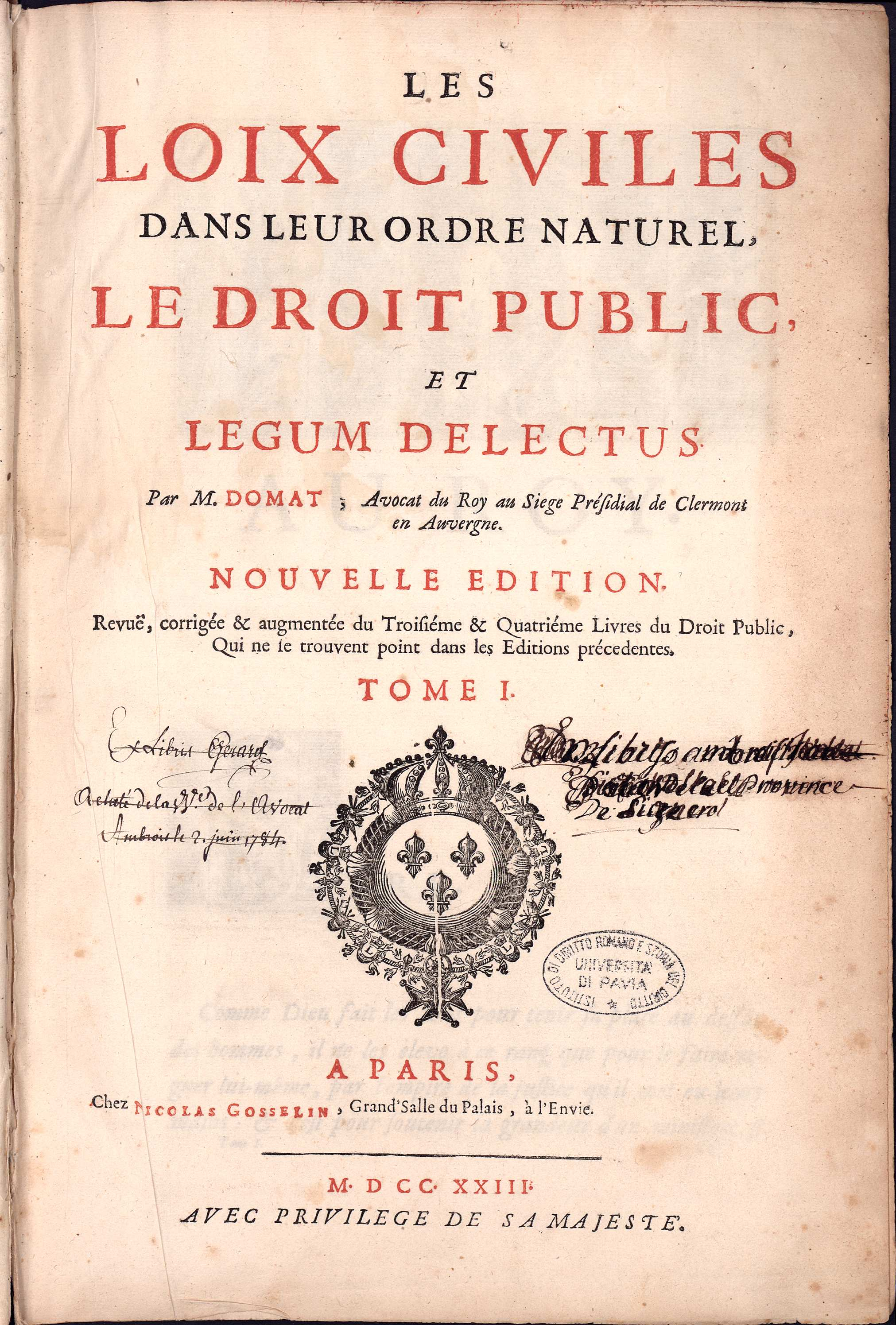
Frontespizio de Le loix civiles dans leur ordre naturel, edizione del 1723.

Nato il 30 novembre 1625 a Clermont-Ferrand, nella provincia francese di Alvernia, crebbe nell'ambiente della nobiltà di toga. Iniziati gli studi a Parigi, presso il Lycée Louis-le-Grand, un importante collegio gesuitico, si addottorò in giurisprudenza a Bourges, nel 1646, con Edmond Mérille.
Ritornato a Clermont-Ferrand, esercitò la professione forense, ma presto si avvicinò all'ambiente dei portorealisti, seguendo la via già intrapresa dall'amico e concittadino Blaise Pascal (la conversione di questo al rigorismo portorealista avvenne nella notte del 23 novembre 1654), e sposandone altresì la polemica antigesuitica. Il rigore spirituale di Port-Royal alimentò l'impegno riformista in campo giudiziario (Domat si oppose all'orientamento della scuola culta) e la sua vena di conferenziere (intervenne in numerose occasioni pubbliche, fra cui quella intorno alla questione del Formulario e quella sulla infallibilità pontificia). 
Chiamato alla Corte di Luigi XIV, a Versailles, ottenne dal sovrano la corresponsione di una pensione pari a duemila livres, che gli consentì, a partire dal 1681, di dedicarsi esclusivamente agli studi giuridici. Domat spirò il 16 marzo 1696.
È conosciuto principalmente per le sue opere legali, in tre volumi, edite con il titolo di Lois civiles dans leur ordre naturel (1689).
Domat ha introdotto un tema poi ripreso da Montesquieu, quello dell'Esprit des loix, cioè della legge in rapporto con le altre e della coerenza del sistema giuridico.
Per Domat esistono loix immuables, naturali (così giuste da non poter essere modificate da alcuna autorità) e loix arbitraires (che l'autorità può stabilire, decidere e modificare a seconda delle necessità); queste leggi si trovano rispettivamente nel diritto privato e nel diritto pubblico. Tra le leggi naturali ve ne sono alcune fondamentali, da cui derivano le altre: si tratta dell'amore di Dio e dell'amore del prossimo.
Il suo è uno dei più importanti lavori di diritto che la Francia abbia mai prodotto. Domat si sforzò di trovare tutte le leggi relative ai principi etico-religiosi, e il suo motto fu L'homme est fait par Dieu et pour Dieu.
Oltre a Le Loix Civiles, Domat scrisse in latino una selezione di molte leggi delle collezioni di Giustiniano I con il titolo di Legum delectus (Parigi, 1700; Amsterdam, 1703); in seguito questo lavoro venne aggiunto a Le Loix Civiles. I suoi lavori sono stati tradotti in inglese. Domat morì a Parigi il 16 marzo 1696.
Nel Journal des savants del 1843 sono contenute molte opere su Domat scritte da Victor Cousin; questi lavori forniscono molte informazioni che, altrimenti, non sarebbero recuperabili in altri posti.

## Opere
- Lois civiles dans leur ordre naturel, 1689
  - (FR) Loix civiles dans leur ordre naturel, Paris, Nicolas Gosselin, 1723.
  - (FR) Les loix civiles dans leur ordre naturel. Le droit public, et legum delectus, Paris, Chez la veuve Savoye, Libraire, rue S. Jacques, 1767  [1689], ISBN non esistente.

### Biografia
- (FR) Victor Cousin (a cura di), Mémoire pour servir à l'histoire de la vie de M. Domat, avocat du roy au présidial de Clermont en Auvergne, in Documents inédits sur Domat, vol. 4, Bruxelles, Société Belge de Librairie, 1845,  pp. 59-65, ISBN non esistente. URL consultato il 20 marzo 2016.

### Letteratura critica
- Franco Todescan, Il «giansenismo» di Domat, in Le radici teologiche del giusnaturalismo laico. Il problema della secolarizzazione nel pensiero giuridico del secolo XVII, Padova, CEDAM, 2014,  pp. 141-230, ISBN 978-88-13-34059-9.
- Guido Fassò, Diritto e giustizia nella cultura francese del Seicento, in Carla Faralli (a cura di), Storia della filosofia del diritto, vol. 2, Roma-Bari, Laterza, 2001  [1968],  pp. 122-128, ISBN 978-88-420-6240-0.